# Tantilla shawi
Espèce
Statut de conservation UICN

 EN B1ab(iii)+2ab(iii) : En danger
Tantilla shawi  est une espèce de serpents de la famille des Colubridae.

## Répartition
Cette espèce est endémique du Mexique. Elle se rencontre dans les États de San Luis Potosí et dans le nord-ouest du Veracruz.

## Description
L'holotype de Tantilla shawi mesure 369 mm dont 73,5 mm pour la queue. Cette espèce présente une coloration générale noire ou bleu nuit avec des écailles finement bordée de crème ou de blanc. Sa face ventrale est rose clair excepté au niveau du menton et de la poitrine où elle est crème.

## Étymologie
Cette espèce est nommée en l'honneur de Charles Shaw qui a collecté les premiers spécimens.

## Publication originale
- Taylor, 1949 : A preliminary account of the herpetology of the state of San Luis Potosi, Mexico. University of Kansas science bulletin, vol. 33, n. 2, p. 169-215 (texte intégral).